# John Tschogl
John Mark Tschogl (Chula Vista, 25 aprile 1950) è un ex cestista statunitense, professionista nella NBA.

## Carriera
Venne selezionato dai Golden State Warriors al quarto giro del Draft NBA 1972 (60ª scelta assoluta).